# Luca Pacioli
Luca Pacioli, znany również jako Luca Paciolo lub Luca di Borgo Sansepolcro (ur. w 1445 w Borgo de Sansepolcro w Toskanii – zm. 19 czerwca 1517) − włoski duchowny katolicki i matematyk; franciszkanin i wędrowny nauczyciel, uważany za „ojca rachunkowości”.

## Życiorys

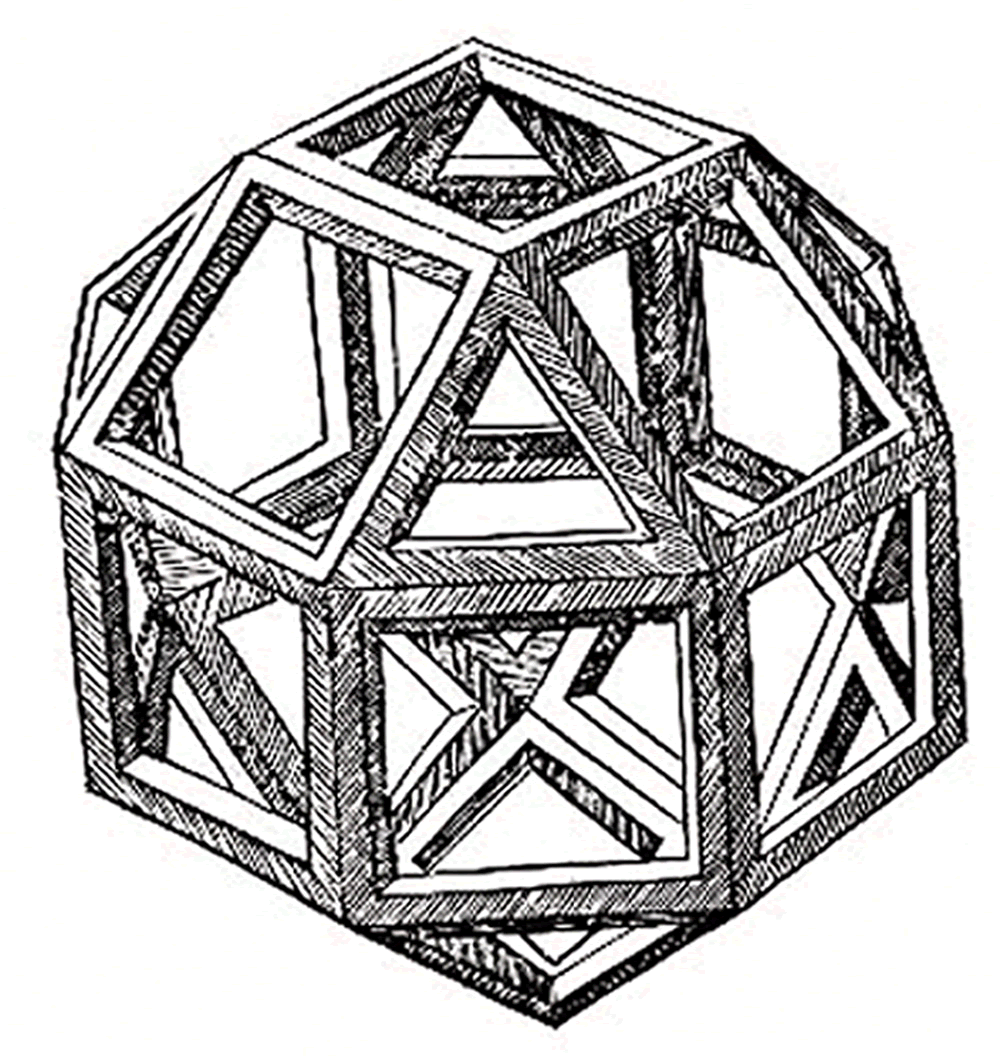
Rysunek Leonarda da Vinci przedstawiający Sześcio-ośmiościan rombowy mały z De divina proportione.

Mieszkał i studiował w Wenecji, na zaproszenie architekta Leona Battisty Albertiego przeprowadził się do Rzymu. W Rzymie przywdział franciszkański habit. Nauczał matematyki  na różnych uczelniach, by z czasem dołączyć w Mediolanie do dworu Ludwika Sforzy, zwanego Maurem. W Mediolanie poznał Leonarda da Vinci, który to później zilustrował dla niego De divina proportione. Gdy Mediolan zajęli Francuzi, ruszył w podróż po najważniejszych włoskich uniwersytetach w Pizie, Rzymie i Bolonii.
Najbardziej znany jako twórca podstaw współczesnej rachunkowości: opracował m.in. standard zasady podwójnego zapisu. Sama metoda podwójnego zapisu powstała we Włoszech na długo przed opisaniem jej przez Paciolego, jego zasługą było jednak jej zracjonalizowane i klarowne opisanie w podręczniku Summa de arithmetica, geometria, proportioni et proportionalità wydanym w 1494 roku w Wenecji. Pacioli zastanawiał się również nad wyjaśnieniem, czemu liczby doskonałe kończą się cyframi 6 i 8; wprowadził symbole dla pierwiastka kwadratowego, sześciennego oraz stopnia czwartego.
Jednym z najbardziej znanych traktatów autorstwa Pacioliego jest De divina proportione (napisany w latach 1496-98 w Mediolanie, wydany drukiem po raz pierwszy w Wenecji w 1509). Ilustracje do niego wykonał sam Leonardo da Vinci.